# Ерих Вайнерт
Ерих Бернхард Густав Вайнерт (на немски: Erich Bernhard Gustav Weinert; 4 август 1890, Магдебург – 20 април 1953, Берлин) е немски поет и преводач, общественик.

## Биография и творчество
Член на КП от 1924 г. Емигрира през 1933 г. Участва в Гражданската война в Испания (1936 – 1939). Води активна борба срещу хитлеризма. Носител на „Национална награда на ГДР“ през 1949 и 1952 г. Основател на Академията на изкуствата на ГДР.

## Творчество
- „Смърт за родината“ – разказ- 1942 г.
- „Целесъобразност“ – разказ – 1942 г.
- „Към германските войници“ – стихосбирка – 1942 – 1943 г.
- „Помнете Сталинград“ – дневник – 1943 г.
- „Призиви в нощта“ – стихосбирка – 1947 г.
- „Интермецо“ – стихосбирка – 1950 г.

## Памет
Неговото име носят улици в градовете Берлин, Висмар, Зенфтенберг, Котбус, Лайпциг, Магдебург, Потсдам, Фюрстенвалде. В град Франкфурт на Одер има издигнат негов паметник.